# Драгош Воде (Чернівці)
«Драгош Воде» (рум. Dragoş Vodă Cernăuți) — румунське спортивне товариство з Чернівців, часів австро-угорської імперії та румунського королівства. Домашні матчі команда проводила на стадіоні «Драгош Воде» (у 1940 році стадіон перейшов під керівництво радянського клубу «Динамо»), на місці якого зараз знаходиться сучасна арена: СОУ «Буковина».

## Історія
Засноване в 1907 році. Товариство відоме футбольною та хокейною командами. Спочатку називалося РФК (Румунський футбольний клуб, нім. Rumänischer Fußballklub Czernowitz). У 1919 році було перейменовано на честь легендарного господаря Молдовського князівства 14 сторіччя Драгоша Воде.

### Футбол
Футбольна команда «Драгош Воде» чотири рази здобувала титул чемпіона Буковини (1929, 1930, 1933, 1935). У сезонах 1928/29, 1929/30 брала участь у чемпіонатах Румунії, які проходили за кубковою схемою. Першого разу дійшла до півфіналу, де поступилася майбутньому чемпіонові, «Венусу» з Бухареста.
У складі збірної Румунії, на першому чемпіонаті світу, виступав гравець «Драгош Воде» Альфред Айзенбайссер. На турнірі він провів два матчі: зі збірними Перу (3:1) та Уругваю (0:4).
З 1935 року виступає у другій за значимості лізі румунського футболу. Єдина буковинська команда, яка грала в елітному дивізіоні Румунії з моменту створення ліги. У сезоні 1937/38 кількість команд зросла з 12 до 20. Серед дебютантів був і «Драгош Воде». Команди були розбиті на дві підгрупи, де проводились двоколові змагання. У підсумку буковинська команда зайняла 10 місце у своїй підгрупі.
| Сезон   | І  | Пер | Н | Пор | Різниця | О |
| ------- | -- | --- | - | --- | ------- | - |
| 1937/38 | 18 | 4   | 0 | 14  | 26 : 57 | 8 |

1940 року клуб припинив діяльність, бо Буковину окупували радянські війська. За часів німецько-радянської війни Румунія знову зайняла Буковину і «Драгош Воде» було відновлено. У 1942/43 він брав участь у кубку Румунії, а наступного сезону — у кубку героїв. В середині 40-х років клуб остаточно припинив своє існування.

### Хокей із шайбою
У чемпіонаті Румунії з хокею 1936/37 три команди набрали однакову кількість очок: команди з Бухареста «Телефон Клуб», «Бригадиру» та «Драгош Воде». Команда з Чернівців у підсумку посіла друге місце. У її складі грали: Еміль Маєшіуч, Роберт Садовський, Єнгстер, Вільгельм Сук, Антон Паненка, Садовський-2, Поп, Томовічі.
| Місце | Команда                   | І  | Пер | Н | Пор | РШ      | О  |
| ----- | ------------------------- | -- | --- | - | --- | ------- | -- |
| 1     | «Телефон Клуб» (Бухарест) | 10 | 6   | 2 | 2   | 18 : 5  | 14 |
| 2     | «Драгош Воде» (Чернівці)  | 10 | 7   | 0 | 3   | 20 : 12 | 14 |
| 3     | «Бригадиру» (Бухарест)    | 10 | 6   | 2 | 2   | 13 : 7  | 14 |
| 4     | «Ян» (Чернівці)           | 10 | 4   | 1 | 5   | 10 : 13 | 9  |
| 5     | «Університатя» (Клуж)     | ?  | ?   | ? | ?   | ? : ?   | ?  |
| 6     | «Меркуря» (Меркуря-Чук)   | ?  | ?   | ? | ?   | ? : ?   | ?  |

Наступного сезону «Драгош Воде» переміг у національному чемпіонаті Румунії з хокею. Третім призером сезону 1937/38 став інший клуб із Чернівців — «Ян».

## Досягнення

### Хокей з шайбою
- Чемпіонат Буковини
  -  Чемпіон (9): 1932, 1933, 1934, 1935, 1936, 1938, 1939, 1940, 1944
  -  Бронзовий призер (1): 1931

- Чемпіонат Румунії
  -  Чемпіон (1): 1938
  -  Срібний призер (4): 1932, 1935, 1936, 1937
  -  Бронзовий призер (1): 1934

### Футбол
- Чемпіонат Румунії
  - 1/2 фіналу (1): 1928/29

- Кубок Румунії
  - 1/4 фіналу (1): 1939/40

- Чемпіонат Буковини
  -  Чемпіон (4): 1929, 1930, 1933, 1935